# Liste der Übersetzungen von Goethe

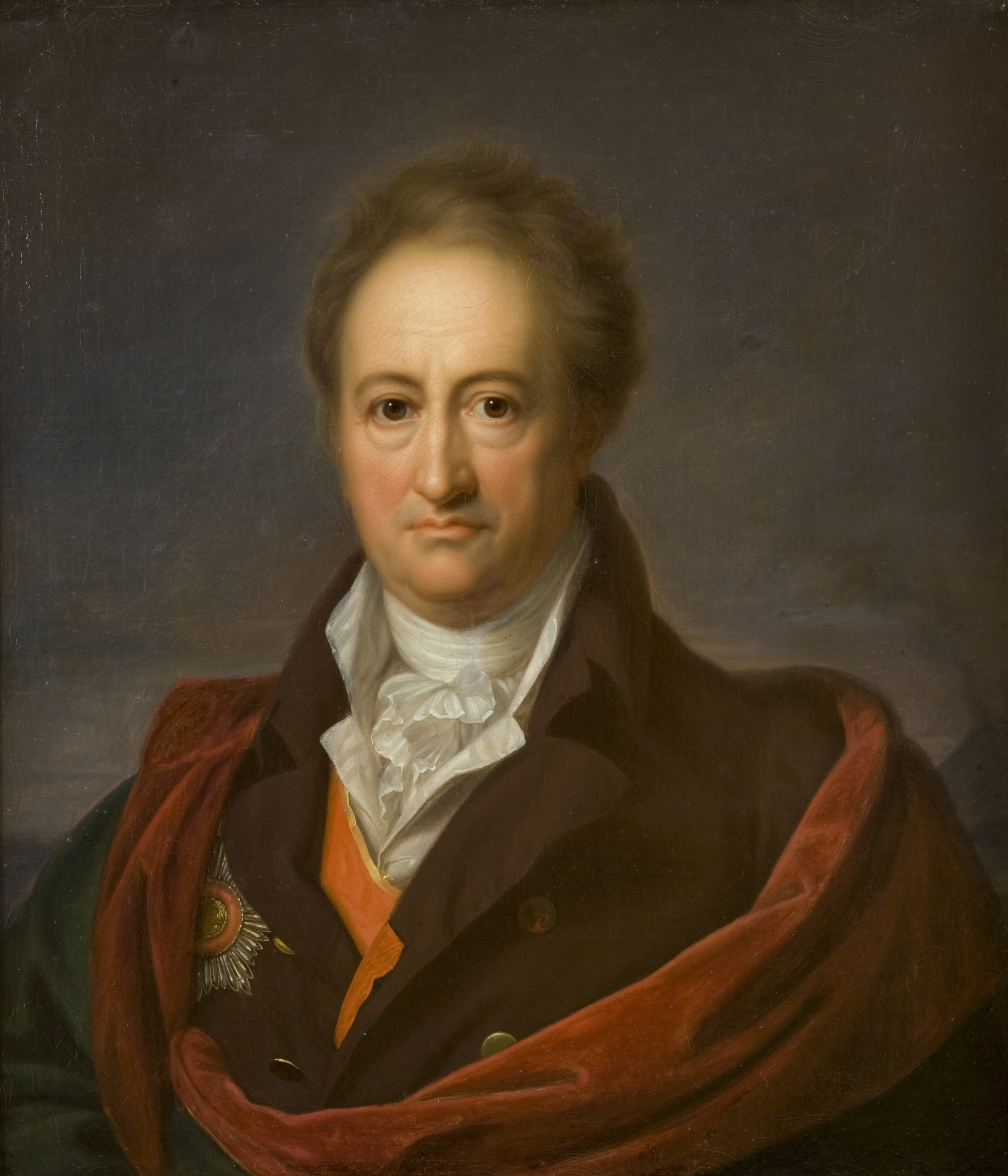
Goethe (Gemälde von Gerhard von Kügelgen 1808/1809)

Johann Wolfgang von Goethe hat neben seinen anderen Werken auch eine recht hohe Zahl an Übersetzungen aus fremden Sprachen hinterlassen. Diese Liste enthält eine Zusammenstellung seiner Übersetzungen.
Die Spalten in der tabellarischen Chronik unten bedeuten:
| Spalten-Name | Bedeutung                                                                             |
| ------------ | ------------------------------------------------------------------------------------- |
| Jahr         | (Jahr, bis zu dem Goethe übersetzte), (D: Erstdruck von Goethes Übersetzung erschien) |
| Autor        | Name des übersetzten Autors                                                           |
| *, †         | Geburts- und Todesjahr des übersetzten Autors                                         |
| Titel        | (O: Originaltitel), (Deutscher Titel von Goethes Übersetzung)                         |
| Kommentar    | Notiz zum Titel                                                                       |
| Quelle       | Ein Werk, in dem Goethes Übersetzung veröffentlicht wurde                             |
| Wilpert      | Die Seite(n), auf der/denen Wilpert [8] die Übersetzung erwähnt oder kommentiert      |

## Chronik
Geordnet nach dem Jahr, bis zu dem Goethe übersetzte. D = Jahr des Erstdrucks.
| Jahr          | Autor                  | *              | †              | Titel                                                                                 | Kommentar                                                      | Quelle          | Wilpert       |
| ------------- | ---------------------- | -------------- | -------------- | ------------------------------------------------------------------------------------- | -------------------------------------------------------------- | --------------- | ------------- |
| 1768, D: 1846 | Pierre Corneille       | 1606           | 1684           | O: Le Menteur (1643), Der Lügner                                                      | Lustspiel                                                      | [7], S. 187–190 | 192           |
| 1773          | James Macpherson       | 1736           | 1796           | O: Songs of Selma (1765), Die Gesänge von Selma                                       | Ossian-Fälschung Macphersons                                   |                 | 372, 656, 793 |
| 1775          | Pindar                 | 520 v. Chr.    | 447 v. Chr.    | 5. Olympische Ode                                                                     | Basis: Ausgabe von Christian Gottlob Heyne (1729–1812)         |                 | 473, 825      |
| 1775          | Salomon                | ?              | 926 v. Chr.    | Hohes Lied                                                                            | Die Bibel                                                      | [10], S. 364    | 481           |
| 1789, D: 1891 | Racine                 | 1639           | 1699           | Chöre aus: O: Athalie (1691), Athalia                                                 | Tragödie                                                       | [9], S. 779–780 | 863           |
| 1793          | Homer                  | 8. Jh. v. Chr. | 8. Jh. v. Chr. | Aus: Odyssee, Ilias                                                                   | Epen                                                           |                 | 485           |
| 1795          | de Staël               | 1766           | 1817           | Versuch über die Dichtungen                                                           |                                                                |                 | 1011          |
| 1796, D: 1914 | William Shakespeare    | 1564           | 1616           | Aus: Hamlet (1602)                                                                    | Tragödie                                                       | [9], S. 781     | 988           |
| 1797, D: 1803 | Benvenuto Cellini      | 1500           | 1571           | O: [2], [4]                                                                           | Autobiographie                                                 | [6], S. 9–564   | 173           |
| 1799, D: 1799 | Denis Diderot          | 1713           | 1784           | O: Essai sur la peinture, [3]                                                         |                                                                | [6], S. 726–786 | 220           |
| 1799, D: 1802 | Voltaire               | 1694           | 1778           | Mahomet der Prophet (1742)                                                            | Trauerspiel in fünf Aufzügen                                   | [9], S. 669–720 | 661, 1128     |
| 1801, D: 1802 | Voltaire               |                |                | Tancred                                                                               | Trauerspiel in fünf Aufzügen                                   | [9], S. 721–778 | 1045, 1128    |
| 1803          | Terenz                 | 190 v. Chr.    | 159 v. Chr.    | Aus: O: Eunuchus (161 v. Chr.), Der Eunuch                                            | Komödie                                                        | [7], S. 195     |               |
| 1805, D: 1805 | Diderot                |                |                | O: Le Neveu de Rameau (1776), [5]                                                     | Ein Dialog                                                     | [6], S. 567–730 | 220           |
| 1812, D: 1910 | Calderón               | 1600           | 1681           | Aus: O: La vida es sueño (1634), Das Leben ein Traum                                  | Drama                                                          | [7], S. 196     |               |
| 1817, D: 1891 | Charles Robert Maturin | 1782           | 1824           | Aus: O: Bertram or the castle of Aldobrand (1816), Bertram                            | Schauspiel                                                     | [9], S. 782–785 | 682           |
| 1820, D: 1869 | Alessandro Manzoni     | 1785           | 1873           | Aus: O: Il Conte di Carmagnola (1819), Graf von Carmagnola                            | Tragödie                                                       | [9], S. 791–792 | 670           |
| 1822, D: 1820 | Lord Byron             | 1788           | 1824           | Aus: Manfred (1817)                                                                   | dramatisches Gedicht, Änderungen noch vor der Nachauflage 1823 | [9], S. 786–790 | 155           |
| 1822, D: 1872 | Sophokles              | 496 v. Chr.    | 405 v. Chr.    | Aus: König Ödipus                                                                     | Tragödie                                                       | [9], S. 794     | 1000          |
| 1825, D: 1827 | Manzoni                |                |                | Aus: Adelchi (1822)                                                                   | Tragödie                                                       | [9], S. 793     | 670           |
| 1826, D: 1827 | Euripides              | 484 v. Chr.    | 406 v. Chr.    | Aus: Bacchantinnen (406 v. Chr.)                                                      | Tragödie                                                       | [9], S. 795–798 | 292           |
| 1826          | Dante Alighieri        | 1265           | 1321           | O: Divina Commedia, D: Fragmente aus der Hölle (XI 97–105 und XII 1–10, 28–45, 80–82) | Epos                                                           |                 |               |

Besonders aufwendige, über Jahrzehnte andauernde Übersetzungsarbeiten hat Goethe zum Historischen Teil seiner Farbenlehre durchgeführt.

## Zitat
Das Hohelied Salomo in der Lutherbibel aus dem Jahre 1545 beginnt so:
Er küsse mich mit dem Kusse seines Mundes
Denn deine Brüste sind lieblicher denn Wein.
Goethe [10], S. 364 übersetzt:
Küß er mich den Kuß seines Mundes!
Trefflicher ist deine Liebe denn Wein.

## Selbstzeugnisse

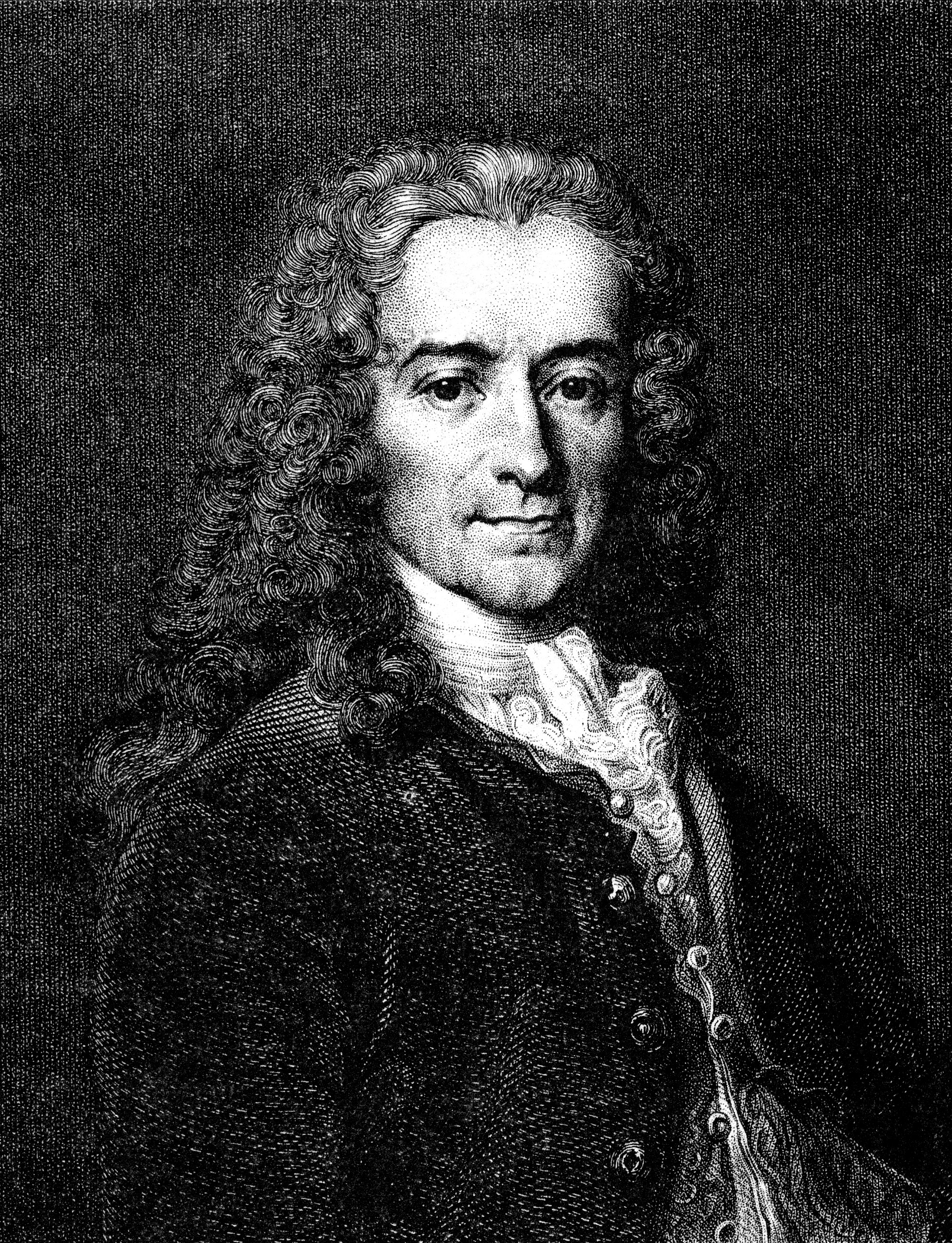
Voltaire, der Autor des „Mahomet“

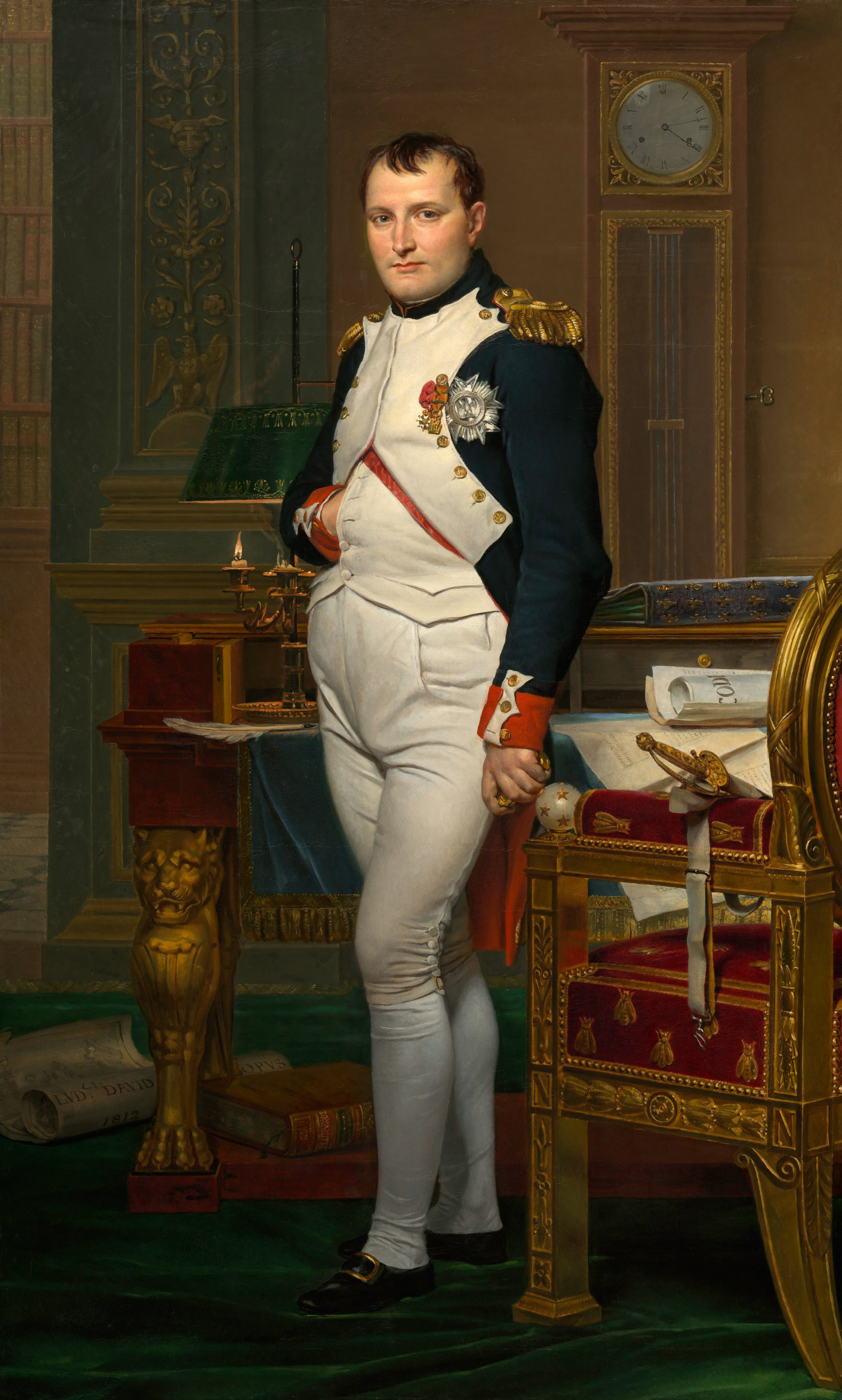
Napoléon Bonaparte (1769–1821) „erklärte“ Goethe den „Mahomet“

„Ich lege auch eine wohlgerathene deutsche Übersetzung des Adelchi bey.“

„… und ging alsbald zu der Frage nach Goethes Trauerspielen über, wobei Daru Gelegenheit nahm, sich näher über sie auszulassen und überhaupt Goethes dichterische Werke zu rühmen, namentlich auch seine Übersetzung des Mahomet von Voltaire. Das ist kein gutes Stück! sagte der Kaiser.“

„Verschiedene Deutsche glauben, daß jenes Original nie existirt habe und daß alles Goethes eigene Erfindung sei. Goethe aber versichert, daß es ihm durchaus unmöglich gewesen sein würde, Diderot's geistreiche Darstellung und Schreibart nachzuahmen, und daß der deutsche Rameau nichts weiter sei als eine sehr treue Übersetzung.“